# Edwin S. Underhill

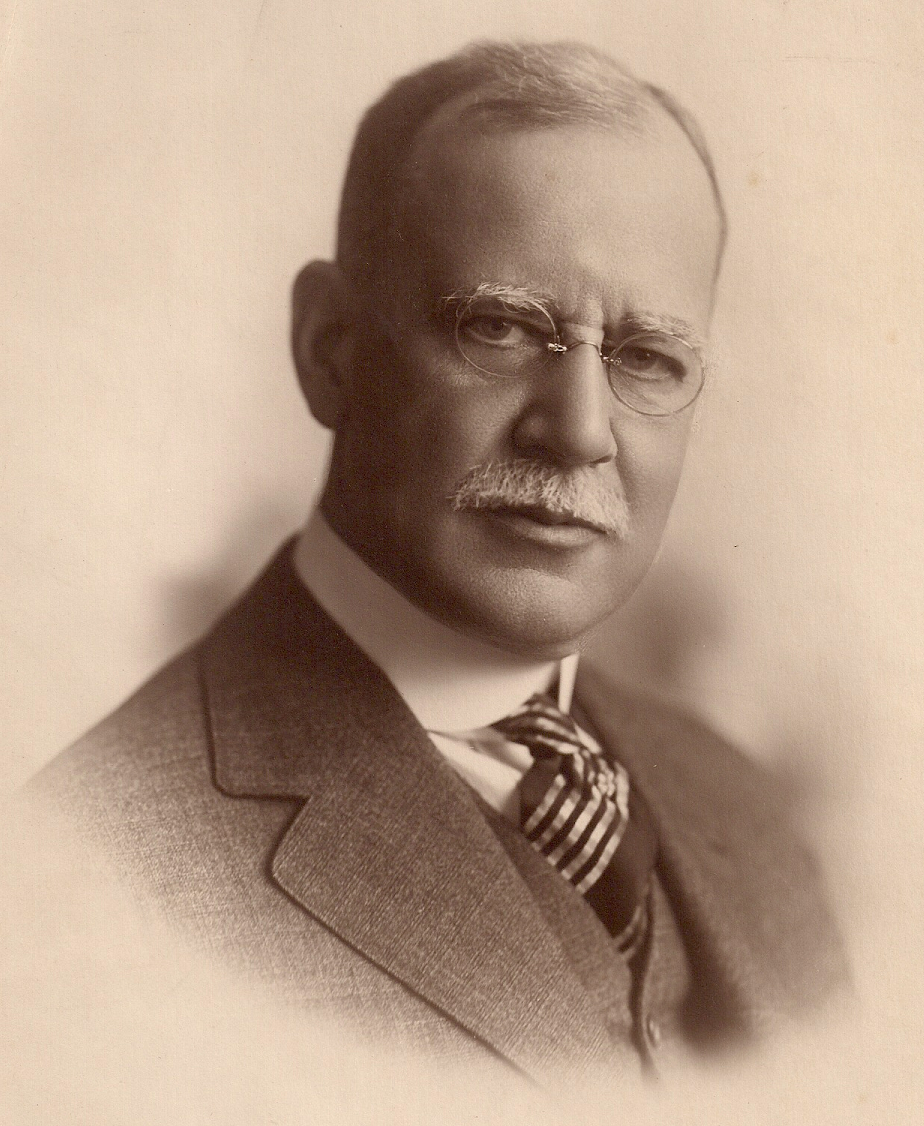
Edwin S. Underhill

Edwin Stewart Underhill (* 7. Oktober 1861 in Bath, Steuben County, New York; † 7. Februar 1929 in Coopers, New York) war ein US-amerikanischer Politiker. Zwischen 1911 und 1915 vertrat er den Bundesstaat New York im US-Repräsentantenhaus.

## Werdegang
Edwin Underhill besuchte die öffentlichen Schulen seiner Heimat und die Haverling High School in Bath. Im Jahr 1881 absolvierte er das Yale College. Danach begann er eine Karriere im Journalismus. In den folgenden Jahren gab er in Bath und Corning einige Zeitungen heraus. Politisch schloss er sich der Demokratischen Partei an. Bei den Präsidentschaftswahlen des Jahres 1888 war er Wahlmann für Präsident Grover Cleveland, der diese Wahl aber verlor.
Bei den Kongresswahlen des Jahres 1910 wurde Underhill im 33. Wahlbezirk von New York in das US-Repräsentantenhaus in Washington, D.C. gewählt, wo er am 4. März 1911 die Nachfolge des Republikaners Jacob Sloat Fassett antrat. Nach einer Wiederwahl im 37. Distrikt seines Staates konnte er bis zum 3. März 1915 zwei Legislaturperioden im Kongress absolvieren. Während dieser Zeit wurden der 16. und der 17. Verfassungszusatz ratifiziert. Dabei ging es um die bundesweite Einführung der Einkommensteuer und die Direktwahl der US-Senatoren. Ab 1913 war Underhill Vorsitzender des Committee on Industrial Arts and Expositions.
Im Jahr 1914 verzichtete er auf eine weitere Kongresskandidatur. Nach dem Ende seiner Zeit im US-Repräsentantenhaus arbeitete er wieder in der Zeitungsbranche in Corning. Er wurde aber auch im Bankgewerbe tätig und wurde Vizepräsident der Farmers & Mechanics’ Trust Co. in Bath. Im Juni 1928 nahm er als Delegierter an der Democratic National Convention in Houston teil. Er starb am 7. Februar 1929 in Coopers bei einem Autounfall.